# Vers la flamme
A Vers la flamme (Láng felé), Op. 72, Alekszandr Nyikolajevics Szkrjabin egyik utolsó zongorára írt műve, melyet 1914-ben írt.
A dallam rendkívül letisztult, kiemelkednek a félhangos lépések, és a mondhatni szokatlan harmóniák, valamint a rendkívül nehéz tremolók keltik az intenzív, tüzes fényességet az egész darabban. A művet a szerző a tizenegyedik szonátájának szánta volna, azonban korán publikáltatnia kellett pénzügyi problémái miatt. Ezért a darabot inkább költeménynek címkézték, mint szonátának.
Vladimir Horowitz zongorista szerint a mű a szerző azon meggyőződésén alapul, mely szerint egy hatalmas hőfelhalmozódás egyszer a világ pusztulását okozza majd. A mű címe a Föld tűz által való megsemmisülésére reflektál. A folyamatos érzelmi felhalmozódások, valamint a crescendók az egész darabon keresztül arra mutatnak, hogy mi rejtőzik a tűz körül.

## Fordítás
Ez a szócikk részben vagy egészben  a   Vers la flamme című angol Wikipédia-szócikk ezen változatának fordításán alapul.  Az eredeti cikk szerkesztőit annak laptörténete sorolja fel. Ez a jelzés csupán a megfogalmazás eredetét és a szerzői jogokat jelzi, nem szolgál a cikkben szereplő információk forrásmegjelöléseként.